# Pěnodějka červená
Pěnodějka červená (Cercopis vulnerata) je druh křísů, který se vyskytuje na travním porostu.

## Popis
Na křídlech se nachází červená páska, která je na rozdíl od pěnodějky nížinné zřetelně prohnutější. Tato páska je kolem zadního okraje křídla esovitě zakřivená. Křídla, na kterých se nachází výstražné zbarvení, skládá střechovitě. Není jedovatá.

## Výskyt
Vyskytuje se na vlhčích a polostinných loukách, v příkopech, u potoků či na zahradách. Areál jejího výskytu leží ve střední a jižní Evropě. V Česku se na rozdíl od pěnodějky nížinné vyskytuje i ve vyšších polohách.

## Potrava
Živí se rostlinnými šťávami, které svým sosákem vysává z travin a bylin. Larvy, které žijí v půdě či na jejím povrchu v pěnovém obalu, se živí šťávami, jež sají z kořenů a dolní části rostlin.